# Fring (Norfolk)
Fring is een civil parish in het bestuurlijke gebied King's Lynn en West Norfolk, in het Engelse graafschap Norfolk met 94 inwoners.